# Thiệu Trị
Thiệu Trị, Nguyen Mien Tong, född 1807, död 4 november, 1847, son till Minh Mang, kejsare av Nguyendynastin i Vietnam, och regerade 14 februari 1841 till sin död 4 november 1847. 
Under hans regeringstid så ökade konflikterna med europeiska länder, främst Frankrike. Ofta var orsaken den dåliga behandlingen av missionärer verksamma i Vietnam men även Frankrikes försök att matcha Storbritanniens utökade kolonialvälde.
När den franska flottan förstörde en stor del av de båtar som låg i Danangs hamn blev kungen så rasande att han utfärdade en order att alla kristna i landet skulle avrättas. Han hann dock själv dö innan ordern kunde verkställas och efterträddes av sin son 1847.